# Hôtel Tassin de Montcour
L’hôtel Tassin de Montcourt est un hôtel particulier du XVIIIe siècle situé à Orléans, dans le département du Loiret en région Centre-Val de Loire. 

## Géographie
Situé au 3 rue Bretonnerie, il est voisin de l'Hôtel Tassin de Villiers situé lui au 1 bis de la même rue.

## Histoire
Il est inscrit monument historique en 2015 puis classé en  2025.